# ハヤカワ文庫SF総解説2000
『ハヤカワ文庫SF総解説2000』（ハヤカワぶんこエスエフそうかいせつにせん）は、早川書房編集部編による日本の書籍。早川書房より2015年11月に刊行された。

## 概要
1970年8月にエドモンド・ハミルトンの『さすらいのスターウルフ』を1番目として刊行開始された早川書房のハヤカワ文庫SFが、2015年4月刊行の『ソラリス』で2000番を達成したことを記念して刊行された書籍で、未刊行分を除く全1996冊分のブックレビューが収録されている。雑誌『SFマガジン』で3回に分けて連載された特集企画を元にまとめたもの。
2016年7月にはハヤカワ文庫SFのうち電子書籍化されていない作品を対象に投票を受け付け、上位作品を電子書籍化するという「ハヤカワ文庫 海外SF デジタル化総選挙」が実施された。それに合わせて『ハヤカワ文庫SF総解説2000』の電子書籍版の配信も開始された。
2022年2月には公式ガイドブック第二弾として『ハヤカワ文庫JA総解説1500』が刊行されることが発表された。

## 執筆者一覧（50音順）
- 縣丈弘
- 秋山完
- 東浩紀
- 天野護堂
- 池澤春菜
- 石和義之
- いするぎりょうこ
- 礒部剛喜
- 乾石智子
- 卯月鮎
- 榎本秋
- 海老原豊
- 円城塔
- 大倉貴之
- 大迫公成
- 大野典宏
- 大野万紀
- 大森望
- 岡田靖史
- 岡本俊弥
- 小川一水
- 岡和田晃
- オキシタケヒコ
- 忍澤勉
- 小田雅久仁
- 尾之上浩司
- 尾之上俊彦
- 小山正
- 風野春樹
- 片桐翔造
- 香月祥宏
- 勝山海百合
- 鼎元亨
- 樺山三英
- 川又千秋
- 菊池誠
- 北原尚彦
- 木本雅彦
- 日下三蔵
- 久美沙織
- 倉田タカシ
- coco
- 五代ゆう
- 小谷真理
- 小林泰三
- 酒井昭伸
- 堺三保
- 坂永雄一
- 坂村健
- 笹本祐一
- 佐藤大
- 佐藤道博
- 塩澤快浩
- 下楠昌哉
- 新城カズマ
- 水鏡子
- 鈴木力
- スズキトモユ
- 瀬尾つかさ
- 関竜司
- 添野知生
- 代島正樹
- 高槻真樹
- 高橋良平
- 立原透耶
- 巽孝之
- 田中啓文
- タニグチリウイチ
- 東野司
- 飛浩隆
- 鳥居定夫
- 酉島伝法
- 中野善夫
- 中藤龍一郎
- 中村融
- 七瀬由惟
- 鳴庭真人
- 難波弘之
- 二階堂黎人
- 仁木稔
- 西崎憲
- 西田藍
- 西村一
- 野崎六助
- 野尻抱介
- 橋本輝幸
- 長谷敏司
- 林譲治
- 林哲矢
- 東茅子
- 東雅夫
- 福井健太
- 福江純
- 福本直美
- 藤井太洋
- 藤田雅矢
- 藤元登四郎
- 船戸一人
- 冬木糸一
- 冬樹蛉
- 古山裕樹
- 片理誠
- 細井威男
- 細谷正充
- 牧眞司
- 増田まもる
- 丸屋九兵衛
- 宮風耕治
- 深山めい
- 六冬和生
- 森晶麿
- 森下一仁
- 森奈津子
- 八代嘉美
- 八杉将司
- 柳下毅一郎
- 山岸真
- YOUCHAN
- 遊山直奇
- ゆずはらとしゆき
- 横道仁志
- 吉上亮
- 吉田親司
- 吉田隆一
- 渡邊利道
- 渡辺英樹